# Serie B 2003-2004 (calcio femminile)
L'edizione 2003-2004 è stata la trentacinquesima edizione del campionato di Serie B femminile italiana di calcio.

## Stagione

### Novità
L'Alessandria e la Fortitudo Mozzecane sono state ammesse in Serie A2 a completamento organico.
Variazioni prima dell'inizio del campionato:
cambi di denominazione:
- da "A.C.F. Aurora 72" ad "A.C.F. Aurora Bergamo",
- da "A.C.F. Levante" ad "A.C.F. Levante Chiavari 1989",
- da "A.C.D. Real Ronzani" ad "A.C.D. Real Costabissara",
- da "A.S. Graphistudio Campagna" ad "A.C.F. Graphistudio Campagna",
- da "A.C. Isernia Donna" ad "A.C. Monti del Matese Bojano",

fusioni:
- "Pol. Carbonia 2000" e "A.S. Helios S. Anna Arresi 96" fusesi in "A.S. Sulcis";

nuova affiliazione da scissione:
- Femminile Carrara,
- A.C. San Gregorio Femminile;

rinunce:
- Autolelli Picenum C.F.,
- A.S.I. Bari C.F.[2].

### Formula
Vi hanno partecipato 48 squadre divise in quattro gironi. Il regolamento prevede che la vincitrice di ogni girone venga promossa in Serie A2, mentre le ultime due classificate vengono relegate ai rispettivi campionati regionali di Serie C.

## Girone A

### Squadre partecipanti
| Club                             | Città           | Stagione 2002-2003                |
| -------------------------------- | --------------- | --------------------------------- |
| A.C. Albenga                     | Albenga         | 8º posto in Serie B/A             |
| A.C.F. Aurora Bergamo            | Pantigliate     | 10º posto in Serie B/A            |
| A.C.F. Biellese                  | Biella          | 6º posto in Serie B/A             |
| G.S. C.F. Caprera                | La Maddalena    | 11º posto in Serie B/A            |
| Femminile Carrara                | Carrara         | in Serie C Toscana                |
| U.R.S. La Chivasso               | Chivasso        | 7º posto in Serie B/A             |
| A.C.F. Levante Chiavari 1989     | Chiavari        | 7º posto in Serie B/C             |
| U.S. Piossasco                   | Piossasco       | 5º posto in Serie B/A             |
| U.S. Quart                       | Quart           | in Serie C Piemonte-Valle d'Aosta |
| A.C. Romagnano                   | Romagnano Sesia | in Serie C Piemonte-Valle d'Aosta |
| U.S. Sampierdarenese Serra Riccò | Serra Riccò     | 4º posto in Serie B/A             |
| C.F. Sarzana 2000                | Sarzana         | in Serie C Liguria                |

### Classifica finale
|  | Pos. | Squadra                     | Pt | G  | V  | N | P  | GF | GS | DR  |
|  | ---- | --------------------------- | -- | -- | -- | - | -- | -- | -- | --- |
|  | 1.   | Piossasco                   | 47 | 22 | 14 | 5 | 3  | 43 | 16 | +27 |
|  | 2.   | Levante Chiavari 1989       | 45 | 22 | 13 | 6 | 3  | 50 | 25 | +25 |
|  | 3.   | Sampierdarenese Serra Riccò | 39 | 22 | 11 | 6 | 5  | 42 | 25 | +17 |
|  | 4.   | Aurora Bergamo              | 37 | 22 | 10 | 7 | 5  | 63 | 33 | +30 |
|  | 4.   | La Chivasso                 | 37 | 22 | 12 | 1 | 9  | 50 | 36 | +14 |
|  | 6.   | Romagnano                   | 33 | 22 | 10 | 3 | 9  | 35 | 33 | +2  |
|  | 7.   | Quart                       | 29 | 22 | 7  | 8 | 7  | 27 | 29 | -2  |
|  | 8.   | Biellese                    | 27 | 22 | 8  | 3 | 11 | 40 | 60 | -20 |
|  | 9.   | Sarzana 2000                | 26 | 22 | 7  | 5 | 10 | 37 | 35 | +2  |
|  | 10.  | Carrara                     | 19 | 22 | 4  | 7 | 11 | 26 | 39 | -13 |
|  | 11.  | Albenga                     | 17 | 22 | 5  | 2 | 15 | 22 | 59 | -37 |
|  | 12.  | Caprera                     | 13 | 22 | 4  | 1 | 17 | 31 | 76 | -45 |

Legenda:
      Promossa in Serie A2
      Retrocessa in Serie C
Note:
Tre punti a vittoria, uno a pareggio, zero a sconfitta.

## Girone B

### Squadre partecipanti
| Club                         | Città                | Stagione 2002-2003                        |
| ---------------------------- | -------------------- | ----------------------------------------- |
| Calcio Chiasiellis           | Chiasiellis          | 6º posto in Serie B/B                     |
| Gordige Calcio Ragazze       | Cavarzere            | 4º posto in Serie B/B                     |
| A.C.F. Graphistudio Campagna | Maniago              | 1º posto in Serie C Friuli-Venezia Giulia |
| A.C.F. Laghi                 | Cittadella           | in Serie C Veneto                         |
| A.C.F. Libertas Pasiano      | Pasiano di Pordenone | 9º posto in Serie B/B                     |
| Pol. Libertas Porcia         | Porcia               | 11º posto in Serie B/B                    |
| Nuova A.C.F. Lugo            | Lugo                 | in Serie C Emilia-Romagna                 |
| A.C.F. Porto Mantovano       | Porto Mantovano      | in Serie C Lombardia                      |
| A.C.D. Real Costabissara     | Monteviale           | in Serie C Veneto                         |
| F.C. Villacidro              | Villacidro           | in Serie C Sardegna                       |
| A.S. 86 Villaputzu           | Villaputzu           | 10º posto in Serie B/B                    |
| U.S.C.F. Vittorio Veneto     | Vittorio Veneto      | 5º posto in Serie B/B                     |

### Classifica finale
|  | Pos. | Squadra           | Pt | G  | V  | N  | P  | GF | GS | DR  |
|  | ---- | ----------------- | -- | -- | -- | -- | -- | -- | -- | --- |
|  | 1.   | Porto Mantovano   | 52 | 22 | 16 | 4  | 2  | 58 | 25 | +33 |
|  | 2.   | Laghi             | 47 | 22 | 14 | 5  | 3  | 72 | 30 | +42 |
|  | 3.   | Libertas Pasiano  | 43 | 22 | 12 | 7  | 3  | 33 | 17 | +16 |
|  | 4.   | Gordige           | 33 | 22 | 10 | 3  | 9  | 34 | 31 | +3  |
|  | 4.   | Real Costabissara | 33 | 22 | 10 | 3  | 9  | 42 | 45 | -3  |
|  | 6.   | Villaputzu        | 32 | 22 | 9  | 5  | 8  | 49 | 45 | +4  |
|  | 7.   | Nuova Lugo        | 28 | 22 | 8  | 4  | 10 | 28 | 36 | -8  |
|  | 8.   | Villacidro        | 25 | 22 | 5  | 10 | 7  | 31 | 36 | -5  |
|  | 8.   | Vittorio Veneto   | 25 | 22 | 7  | 4  | 11 | 35 | 41 | -6  |
|  | 8.   | Chiasiellis       | 25 | 22 | 6  | 7  | 9  | 22 | 30 | -8  |
|  | 11.  | Libertas Porcia   | 16 | 22 | 4  | 4  | 14 | 20 | 59 | -39 |
|  | 12.  | Graph. Campagna   | 8  | 22 | 2  | 2  | 18 | 14 | 43 | -29 |

Legenda:
      Promossa in Serie A2
      Retrocessa in Serie C
Note:
Tre punti a vittoria, uno a pareggio, zero a sconfitta.

## Girone C

### Squadre partecipanti
| Club                          | Città                | Stagione 2002-2003         |
| ----------------------------- | -------------------- | -------------------------- |
| A.C.F. Football Cagliari      | Cagliari             | 8º posto in Serie B/C      |
| A.C.F. Dinamo Ravenna         | Ravenna              | 8º posto in Serie B/B      |
| A.S. Girls Roseto             | Roseto degli Abruzzi | in Serie C Abruzzo         |
| Pol. Julia Spello             | Spello               | in Serie C Umbria          |
| A.C. Montale 2000             | Montale Rangone      | 5º posto in Serie B/C      |
| Olimpia Vignola Calcio        | Vignola              | 6º posto in Serie B/C      |
| A.S. Perla del Tirreno        | Santa Marinella      | 8º posto in Serie B/D      |
| A.C.F. Porto Sant'Elpidio     | Porto Sant'Elpidio   | 11º posto in Serie B/C     |
| Pol. Femminile Rimeco Italia  | Jesi                 | 1º posto in Serie C Marche |
| A.C. San Gregorio Femminile   | L'Aquila             | 9º posto in Serie B/C      |
| A.S. Sulcis                   | Sant'Anna Arresi     | 10º posto in Serie B/C     |
| A.C.D.F. Virtus Torre Pedrera | Rimini               | in Serie C Emilia-Romagna  |

### Classifica finale
|  | Pos. | Squadra                | Pt | G  | V  | N | P  | GF | GS | DR  |
|  | ---- | ---------------------- | -- | -- | -- | - | -- | -- | -- | --- |
|  | 1.   | Montale 2000           | 56 | 22 | 18 | 2 | 2  | 59 | 16 | +43 |
|  | 2.   | Girls Roseto           | 54 | 22 | 17 | 3 | 2  | 70 | 17 | +53 |
|  | 3.   | Dinamo Ravenna         | 38 | 22 | 11 | 5 | 6  | 41 | 24 | +17 |
|  | 4.   | Olimpia Vignola (-1)   | 37 | 22 | 11 | 5 | 6  | 47 | 25 | +22 |
|  | 5.   | Football Cagliari      | 34 | 22 | 9  | 7 | 6  | 29 | 35 | -6  |
|  | 6.   | Porto Sant'Elpidio     | 33 | 22 | 10 | 3 | 9  | 44 | 43 | +1  |
|  | 7.   | Rimeco Italia          | 29 | 22 | 8  | 5 | 9  | 26 | 33 | -7  |
|  | 8.   | Virtus Torre Pedrera   | 26 | 22 | 6  | 8 | 8  | 28 | 26 | +2  |
|  | 9.   | San Gregorio           | 20 | 22 | 6  | 2 | 14 | 31 | 55 | -24 |
|  | 9.   | Sulcis                 | 20 | 22 | 6  | 2 | 14 | 25 | 50 | -25 |
|  | 11.  | Julia Spello           | 16 | 22 | 4  | 4 | 14 | 18 | 47 | -29 |
|  | 12.  | Perla del Tirreno (-1) | 6  | 22 | 1  | 4 | 17 | 14 | 61 | -47 |

Legenda:
      Promossa in Serie A2
      Retrocessa in Serie C
Note:
Tre punti a vittoria, uno a pareggio, zero a sconfitta.
Il Girls Roseto è stato successivamente ammesso in Serie A2 2004-2005 a completamento organici.
L'Olimpia Vignola e la Perla del Tirreno hanno scontato 1 punto di penalizzazione.

## Girone D

### Squadre partecipanti
| Club                         | Città            | Stagione 2002-2003           |
| ---------------------------- | ---------------- | ---------------------------- |
| A.S.C. Athena Recale         | Recale           | in Serie C Campania          |
| A.S.D. A.C.F. Atletico Lecce | Cavallino        | in Serie C Puglia            |
| A.C. Femminile Campobasso    | Campobasso       | 9º posto in Serie B/D        |
| A.C. Femminile Barletta      | Barletta         | in Serie C Puglia            |
| C.F. Marsala                 | Marsala          | in Serie C Sicilia           |
| A.C. Monti del Matese Bojano | Bojano           | in Serie C                   |
| A.S. Napoli C.F.             | Napoli           | 5º posto in Serie B/D        |
| Pol. Pro Reggina 97          | Reggio Calabria  | 7º posto in Serie B/D        |
| G.S. Roma C.F.               | Roma             | 11º posto in Serie B/D       |
| A.C. Salernitana Femminile   | Salerno          | 10º posto in Serie B/D       |
| U.C.F. Sezze                 | Sezze            | 1º posto in Serie C Lazio    |
| A.C. Unione delle Valli      | Fagnano Castello | 1º posto in Serie C Calabria |

### Classifica finale
|  | Pos. | Squadra             | Pt | G  | V  | N | P  | GF | GS | DR  |
|  | ---- | ------------------- | -- | -- | -- | - | -- | -- | -- | --- |
|  | 1.   | M. Matese Bojano    | 59 | 22 | 19 | 2 | 1  | 85 | 16 | +69 |
|  | 2.   | Roma CF             | 54 | 22 | 17 | 3 | 2  | 51 | 19 | +32 |
|  | 3.   | Athena Recale       | 53 | 22 | 17 | 2 | 3  | 50 | 16 | +34 |
|  | 4.   | Sezze               | 35 | 22 | 11 | 2 | 9  | 64 | 38 | +26 |
|  | 4.   | Napoli              | 35 | 22 | 10 | 5 | 7  | 29 | 20 | +9  |
|  | 6.   | Barletta            | 31 | 22 | 8  | 7 | 7  | 46 | 42 | +4  |
|  | 7.   | Marsala             | 23 | 22 | 7  | 2 | 13 | 24 | 58 | -34 |
|  | 8.   | Salernitana         | 21 | 22 | 5  | 6 | 11 | 18 | 28 | -10 |
|  | 9.   | Atletico Lecce      | 20 | 22 | 5  | 5 | 12 | 20 | 37 | -17 |
|  | 10.  | Pro Reggina 97 (-2) | 19 | 22 | 5  | 6 | 11 | 26 | 53 | -27 |
|  | 11.  | Unione delle Valli  | 17 | 22 | 5  | 2 | 15 | 19 | 65 | -46 |
|  | 12.  | Campobasso          | 4  | 22 | 0  | 4 | 18 | 15 | 55 | -40 |

Legenda:
      Promossa in Serie A2
      Retrocessa in Serie C
Note:
Tre punti a vittoria, uno a pareggio, zero a sconfitta.
La Roma è stata successivamente ammessa in Serie A2 2004-2005 a completamento organici.
La Pro Reggina 97 ha scontato 2 punti di penalizzazione per due rinunce.

## Verdetti finali
- Piossasco, Porto Mantovano, Montale 2000 e Monti del Matese Bojano promosse in Serie A2.
- Albenga, Caprera, Porcia, Graphistudio Campagna, Julia Spello, Perla del Tirreno, Unione delle Valli e Campobasso retrocesse nei rispettivi campionati regionali di Serie C.